# صموئيل فان ديك ستاوت
صموئيل فـان ديك ستاوت هو سياسي أمريكي، ولد في 1786 في Redstone Old Fort ‏ في الولايات المتحدة، وتوفي في 8 أغسطس 1850 في ناشفيل في الولايات المتحدة. انتخب Mayor of Nashville ‏.